# Épaney
Épaney és un municipi francès situat al departament de Calvados i a la regió de Normandia. L'any 2007 tenia 428 habitants.

## Demografia

### Població
El 2007 la població de fet d'Épaney era de 428 persones. Hi havia 156 famílies de les quals 28 eren unipersonals (20 homes vivint sols i 8 dones vivint soles), 44 parelles sense fills, 72 parelles amb fills i 12 famílies monoparentals amb fills.
La població ha evolucionat segons el següent gràfic:
Habitants censats

### Habitatges
El 2007 hi havia 185 habitatges, 159 eren l'habitatge principal de la família, 19 eren segones residències i 7 estaven desocupats. Tots els 184 habitatges eren cases. Dels 159 habitatges principals, 133 estaven ocupats pels seus propietaris, 23 estaven llogats i ocupats pels llogaters i 3 estaven cedits a títol gratuït; 6 tenien dues cambres, 19 en tenien tres, 49 en tenien quatre i 85 en tenien cinc o més. 132 habitatges disposaven pel capbaix d'una plaça de pàrquing. A 54 habitatges hi havia un automòbil i a 98 n'hi havia dos o més.

### Piràmide de població
La piràmide de població per edats i sexe el 2009 era:
| Homes | Edats   | Dones |
| ----- | ------- | ----- |
| 0     | 95 o +  | 0     |
| 0     | 90 a 94 | 4     |
| 0     | 85 a 89 | 12    |
| 0     | 80 a 84 | 4     |
| 0     | 75 a 79 | 0     |
| 4     | 70 a 74 | 0     |
| 4     | 65 a 69 | 12    |
| 12    | 60 a 64 | 20    |
| 4     | 55 a 59 | 4     |
| 4     | 50 a 54 | 4     |
| 20    | 45 a 49 | 8     |
| 12    | 40 a 44 | 8     |
| 20    | 35 a 39 | 24    |
| 12    | 30 a 34 | 8     |
| 4     | 25 a 29 | 4     |
| 8     | 20 a 24 | 4     |
| 12    | 15 a 19 | 8     |
| 8     | 10 a 14 | 8     |
| 12    | 5 a 9   | 8     |
| 8     | 0 a 4   | 20    |

## Economia
El 2007 la població en edat de treballar era de 297 persones, 222 eren actives i 75 eren inactives. De les 222 persones actives 197 estaven ocupades (115 homes i 82 dones) i 25 estaven aturades (10 homes i 15 dones). De les 75 persones inactives 28 estaven jubilades, 23 estaven estudiant i 24 estaven classificades com a «altres inactius».

### Ingressos
El 2009 a Épaney hi havia 163 unitats fiscals que integraven 441 persones, la mediana anual d'ingressos fiscals per persona era de 17.924 €.

### Activitats econòmiques
Dels 8 establiments que hi havia el 2007, 1 era d'una empresa extractiva, 2 d'empreses de construcció, 2 d'empreses de comerç i reparació d'automòbils, 1 d'una empresa de transport, 1 d'una empresa de serveis i 1 d'una entitat de l'administració pública.
L'únic servei als particulars que hi havia el 2009 era una lampisteria.
L'any 2000 a Épaney hi havia 14 explotacions agrícoles.

## Equipaments sanitaris i escolars
El 2009 hi havia una escola elemental integrada dins d'un grup escolar amb les comunes properes formant una escola dispersa.

## Poblacions més properes
El següent diagrama mostra les poblacions més properes.